# Oeonia volucris
Oeonia volucris är en orkidéart som först beskrevs av Louis Marie Aubert Du Petit-Thouars, och fick sitt nu gällande namn av Spreng.. Oeonia volucris ingår i släktet Oeonia och familjen orkidéer. Inga underarter finns listade i Catalogue of Life.